# Badister notatus
Badister notatus är en skalbaggsart som beskrevs av Samuel Stehman Haldeman. Badister notatus ingår i släktet Badister och familjen jordlöpare. Inga underarter finns listade i Catalogue of Life.